# خواجة عبد الغني
نواب بهادور السير خواجة عبد الغني ميان (1813-1896) ثاني نواب مدينة دكا وأول النواب بالوراثة اعترف به الراج البريطاني.
عمل الكثير من الأعمال الإصلاحية في دكا مثل: الإضاءة بمصابيح الغاز وأعمال المياه، والصحف، وحديقة الحيوان في دكا. وأسس منزل إحسان، وجعله مقر السلطة لنواب دكا، وأسس فيكتوريا بارك، والعديد من الحدائق الأخرى، كما كان مسؤولاً عن باكلاند بوند وأول جناح نسائي في المستشفى الأول في دكا، وأسس بلدية دكا.